# Hong Sung-ho
Hong Sung-ho (홍성호?, 洪性號?; 20 dicembre 1954) è un ex calciatore sudcoreano, di ruolo difensore.